# Xanthippus montanus
Xanthippus montanus är en insektsart som först beskrevs av Thomas, C. 1872.  Xanthippus montanus ingår i släktet Xanthippus och familjen gräshoppor. Inga underarter finns listade i Catalogue of Life.